# Moyeuvre-Grande
Moyeuvre-Grande (deutsch 1871–1915 Groß-Moyeuvre, 1915–18 Großmövern und 1940–44 Mövern) ist eine französische Stadt mit 7320 Einwohnern (Stand 1. Januar 2022) im Département Moselle in der Region Grand Est (vor 2016 Lothringen). Sie gehört zum Arrondissement Thionville.

## Geographie
Die Gemeinde Moyeuvre-Grande liegt 15 Kilometer südwestlich von Thionville (deutsch Diedenhofen) an der Orne sowie seinem Zufluss Conroy. Das Gemeindegebiet grenzt im Westen an das Département Meurthe-et-Moselle.
Zu Moyeuvre-Grande gehört die Siedlung Froidcul (dt. früher Kaltend) und das Gehöft Tréhémont (dt. früher Triftberg).

## Geschichte
Der Ort wurde erstmals 871 unter dem Namen Modover (früherer Name des Flusses Conroy) erwähnt und liegt mitten im lothringischen Erzgebiet. Eisenerzabbau und Schmieden wurden seit dem Mittelalter betrieben. Im 14. Jahrhundert gehörten die Eisenwerke den Grafen von Bar, die hier bereits in einer Urkunde vom 23. August 1320 genannt sind.
Als sich die Eisenwerke im Besitz der Herzoge von Lothringen befanden, erlitten sie wirtschaftliche Rückschläge. Um 1610 wurden sie von der Familie Fabert gepachtet und später vom Marschall Fabert saniert. Am Ende des 18. Jahrhunderts erlitten die Eisenwerke erneut einen Abschwung. Eine wirtschaftliche Blüte setzte ein, als die Familie de Wendel die Eisen- und Hüttenwerke übernahm.
Obwohl der Ort auf französischer Seite der historischen deutsch-französischen Sprachgrenze liegt, kam er 1871 durch den Frankfurter Frieden an das Deutsche Reich, da Deutschland auf die Abtretung der Osthälfte des lothringischen Erzgebietes bestand. Zahlreiche Einwohner wanderten daraufhin nach Frankreich aus, gleichzeitig begann aber mit dem Einsetzen der Industrialisierung ein wirtschaftlicher Aufstieg der Region. Am Anfang des 20. Jahrhunderts hatte der Ort eine evangelische Kirche, eine katholische Kirche, eine Oberförsterei, ein großes Eisenhüttenwerk und Bergbau auf Eisenerz.

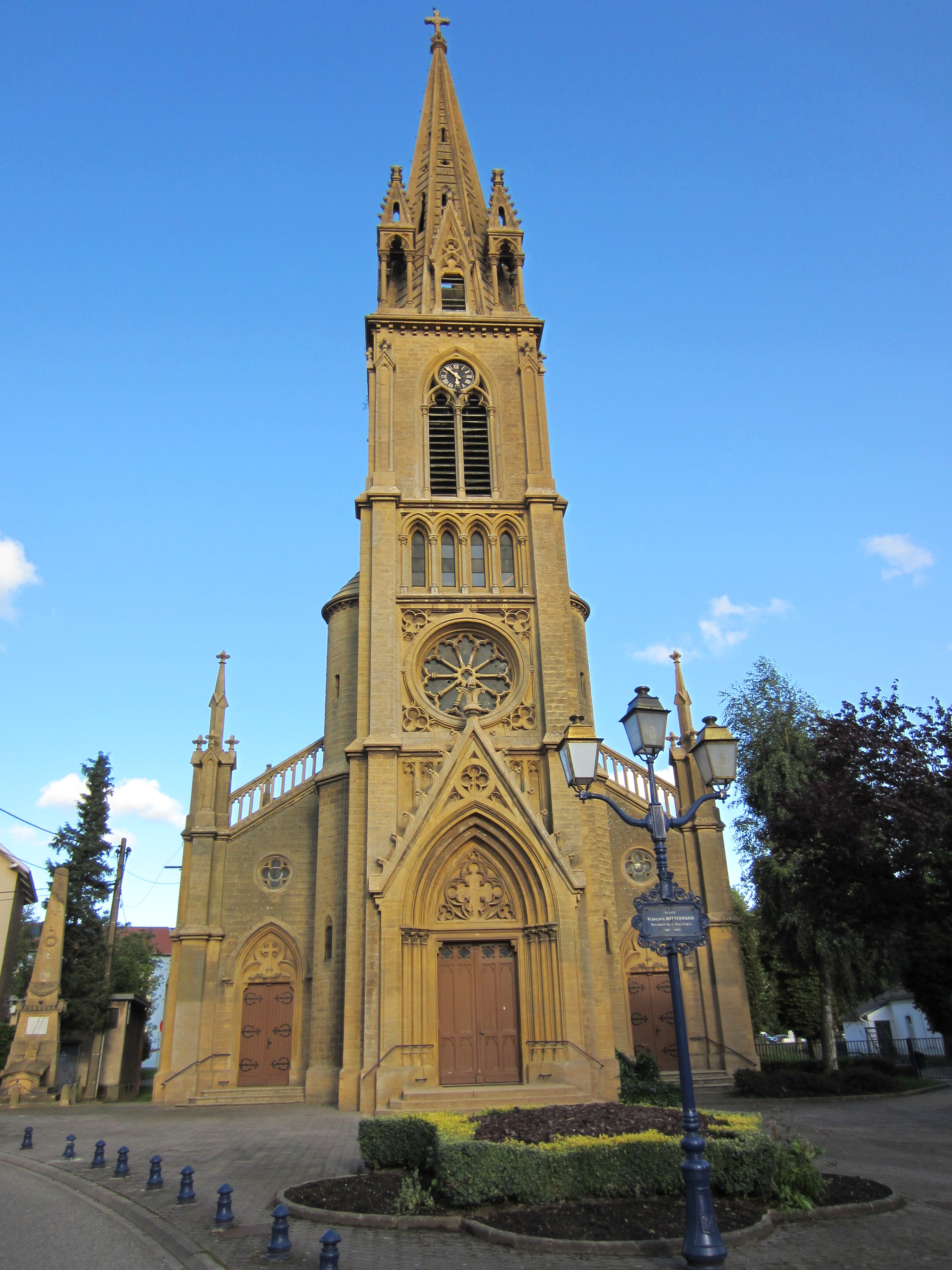
Kirche Saint-Gorgon
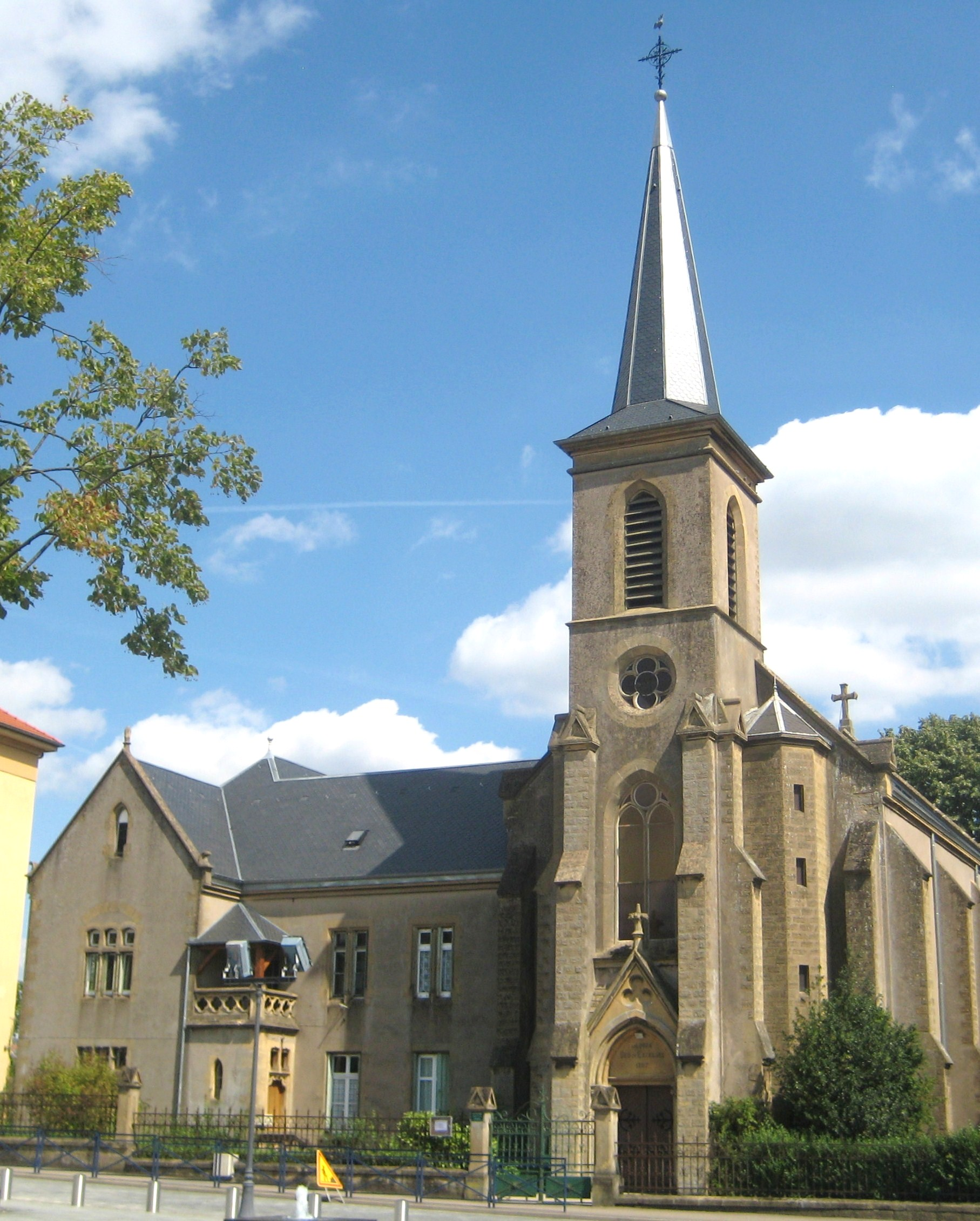
Evangelische Kirche
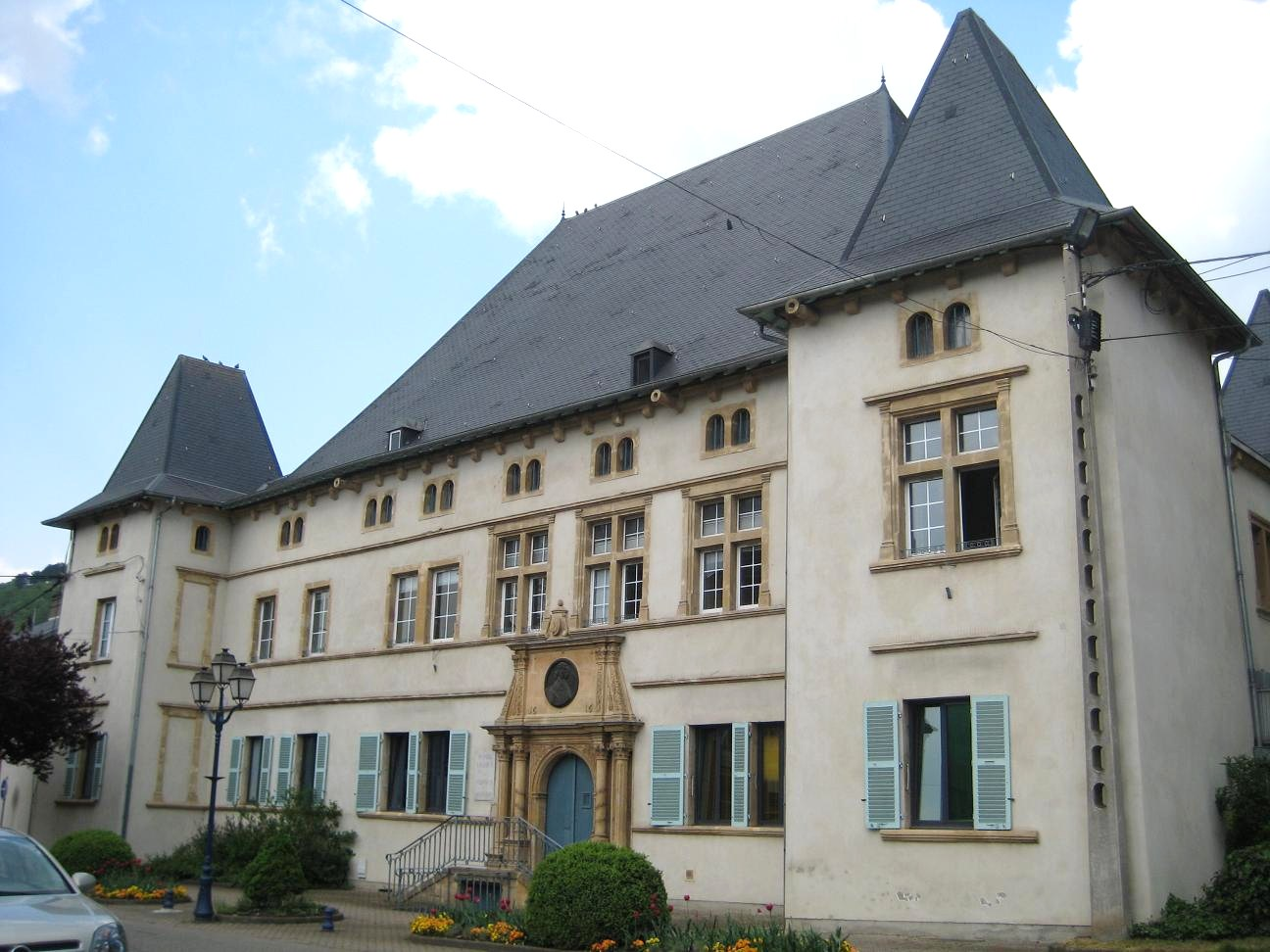
Schloss
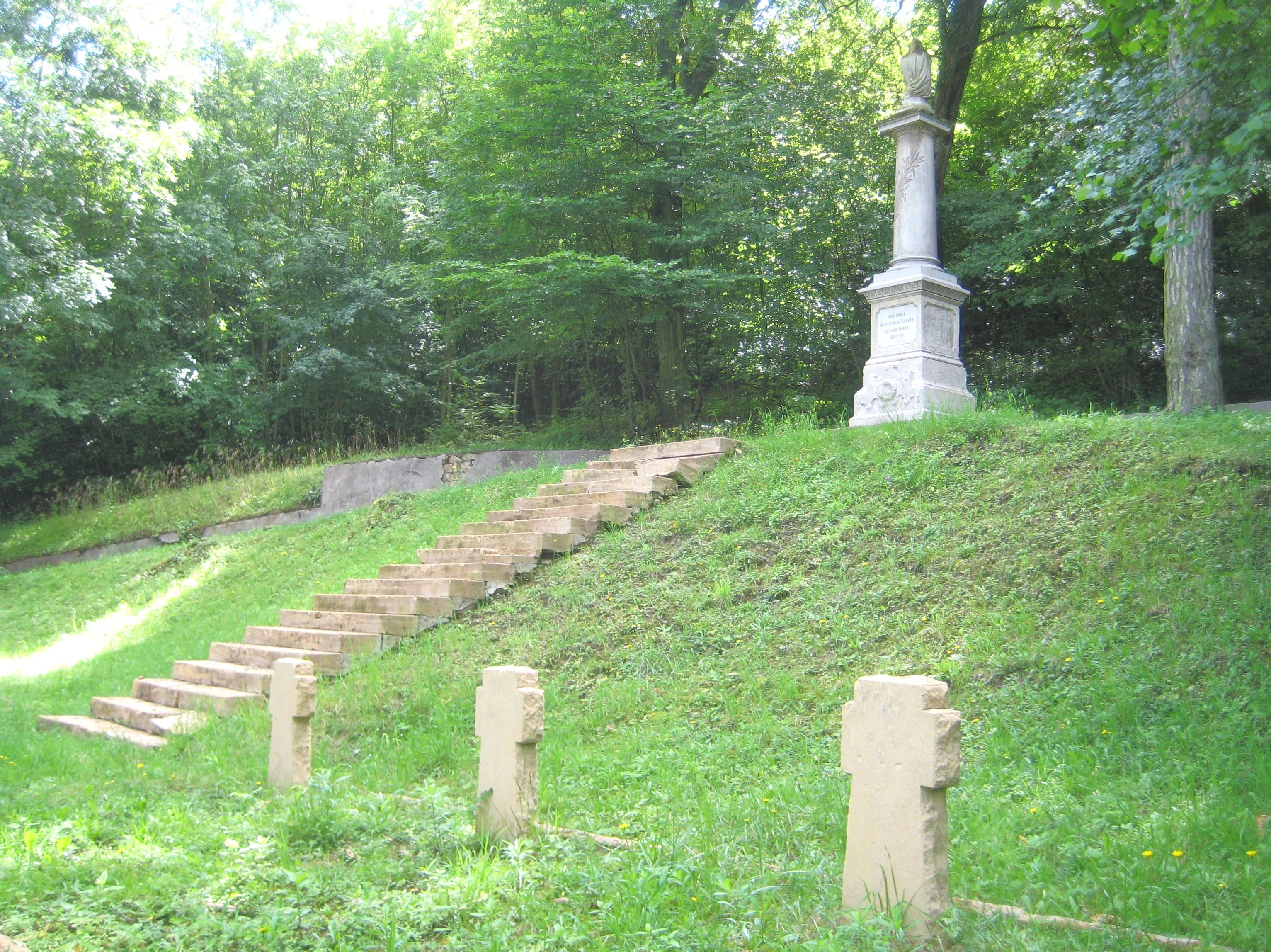
Deutscher Soldatenfriedhof 1870–1871

Von 1871 bis 1915 trug der Ort den amtlichen deutschen Namen Groß-Moyeuvre, von 1915 bis 1918 dann in Großmövern eingedeutscht. 1918 fiel der Ort durch den Vertrag von Versailles an Frankreich.
Von 1940 bis 1944 war der Ort unter dem Namen Mövern noch einmal unter deutscher Kontrolle, wegen seines Status als Industriestandort entgingen aber die meisten Einwohner der Vertreibung der französischsprachigen Lothringer, die im Herbst 1940 von der deutschen Zivilverwaltung durchgeführt wurde.
Der Niedergang des Eisenerzbergbaues Anfang der 1970er Jahre hatte in Moyeuvre-Grande eine Abwanderungswelle zur Folge, die sich bis heute auf die Einwohnerentwicklung auswirkt.
Das von der Heraldischen Kommission des Départements Moselle 1949 entworfene Stadtwappen zeigt die Symbole früherer Herrschaften über Moyeuvre. So finden sich die Lachse für das Herzogtum Bar sowie Rose und Schlüssel für die Abtei Saint-Pierremont in Avril. Der flammende Berg steht für die Minen und Schmieden, durch die Moyeuvre zu einem metallurgischen Zentrum wurde.

### Demographie
| Jahr | Einwohner | Anmerkungen |
| ---- | --------- | --- |
| 1793 | 964       | [ 10 ] |
| 1821 | 1596      | [ 10 ] |
| 1841 | 1578      | [ 10 ] |
| 1861 | 2536      | [ 11 ] |
| 1866 | 3195      | [ 12 ] |
| 1871 | 3084      | auf einer Fläche von 946 ha, in 492 Gebäuden, darunter sechs Protestanten |
| 1872 | 3067      | am 1. Dezember, in 492 Häusern |
| 1880 | 3723      | am 1. Dezember, auf einer Fläche von 946 ha, in 553 Wohnhäusern, davon 3633 Katholiken, 88 Protestanten und eine jüdische Person                                             |
| 1885 | 5013      | [ 14 ] |
| 1890 | 5441      | in 704 Häusern mit 1291 Haushaltungen, davon 5230 Katholiken, 195 Protestanten, zwei sonstige Christen und zwölf Juden (zwei Personen ohne Angabe des Glaubensbekenntnisses) |
| 1900 | 8792      | [ 16 ] |
| 1905 | 9425      | [ 15 ] |
| 1910 | 9555      | [ 17 ] [ 15 ] [ 18 ] |

| Jahr      | 1962   | 1968   | 1975   | 1982   | 1990 | 1999 | 2007 | 2019 |
| Einwohner | 15.146 | 14.568 | 12.523 | 10.287 | 9203 | 8994 | 8210 | 7506 |

## Verkehr
Der Haltepunkt Moyeuvre-Grande liegt an der Bahnstrecke Saint-Hilaire-au-Temple–Hagondange.

## Persönlichkeiten
- Nicolas Engel (1854–1929), Grubendirektor in Groß-Moyeuvre und Abgeordneter im Landtag des Reichslandes Elsaß-Lothringen
- Claus Selzner (1899–1944), nationalsozialistischer Politiker
- Jean Lauer (1916–1995), Fußballspieler
- André Paoli (* 1947), Sprinter
- Françoise de Panafieu (* 1948), Politikerin
- Jean-Luc Deganis (* 1959), Basketballspieler

## Belege
1. 1 2  Topographische Karte 1:25.000 (6702) Grossmoevern / Moyeuvre - Grande [vor 1945, Meßtischblatt]. In: Landkartenarchiv.de. Abgerufen am 20. August 2023.
2. 1 2  C. Stockert, Das Reichsland Elsaß-Lothringen. Geographischer Leitfaden für die Höheren Lehranstalten, Friedrich Bull, Straßburg 1873, S. 66.
3. 1 2   Eugen H. Th. Huhn: Deutsch-Lothringen. Landes-, Volks- und Ortskunde, Stuttgart 1875, S. 305 (google.books.de).
4. ↑  Jahrbuch der Gesellschaft für lothringische Geschichte und Altertumskunde. Siebenter Jahrgang (Zweite Hälfte), G. Scriba, Metz 1895, S. 155–156 (books.google.de).
5. ↑  H. V. Sauerland: Einige Notizen zur lothringischen Eisenindustrie im Mittelalter. In: Jahrbuch der Gesellschaft für lothringische Geschichte und Altertumskunde. Achter Jahrgang (Zweite Hälfte), G. Scriba, Metz 1896, S. 62–65,insbesondere S. 63.
6. 1 2  Georg Lang (Hrsg.): Der Regierungs-Bezirk Lothringen. Statistisch-topographisches Handbuch, Verwaltungs-Schematismus und Adressbuch, Metz 1874, S. 107 (online).
7. ↑  Meyers Großes Konversations-Lexikon. 6. Auflage, Band 8, Leipzig/Wien 1907, S. 426 (online).
8. ↑   Eisenbahndirektion Mainz (Hg.): Amtsblatt der Königlich Preußischen und Großherzoglich Hessischen Eisenbahndirektion in Mainz vom 30. Oktober 1915, Nr. 54. Bekanntmachung Nr. 721, S. 350f.
9. ↑  Wappenbeschreibung auf genealogie-lorraine.fr (französisch)
10. 1 2 3  Moyeuvre-Grande – statistische Angaben der Arbeitsgruppe für Demographie und Geschichte der École des hautes études en sciences sociales (EHESS), Frankreich
11. 1 2  Gustav Neumann: Das Deutsche Reich in geographischer, statistischer und topographischer Beziehung, Band II, Grg. Ferd. Otto Müller, Berlin 1874, S. 560–562 (online)
12. ↑  Vollständiges geographisch-topographisch-statistisches Orts-Lexikon von Elsass-Lothringen. Enthaltend: die Städte, Flecken, Dörfer, Schlösser, Gemeinden, Weiler, Berg- und Hüttenwerke, Höfe, Mühlen, Ruinen, Mineralquellen u. s. w. mit Angabe der geographischen Lage, Fabrik-, Industrie- u. sonstigen Gewerbethätigkeit, der Post-, Eisenbahn- u. Telegraphen-Stationen u. geschichtlichen Notizen etc. Nach amtlichen Quellen bearbeitet von H. Rudolph. Louis Zander, Leipzig 1872, Sp. 41 (online)
13. ↑  Statistisches Büreau des Kaiserlichen Ministeriums für Elsaß-Lothringen: Ortschafts-Verzeichniß von Elsaß-Lothringen. Aufgestellt auf Grund der Ergebnisse der Volkszählung vom 1. Dezember 1880. C. F. Schmidts Universitäts-Buchhandlung Friedrich Bull, Straßburg 1884, S. 111, Ziffer 1341.
14. 1 2  Statistisches Büreau des Kaiserlichen Ministeriums für Elsaß-Lothringen: Die Bewegung der Bevölkerung in Elsaß-Lothringen, Druck von M. DuMont-Schauberg, Straßburg 1893, S. 104 Ziffer 7.
15. 1 2 3  Michael Rademacher: Landkreis Diedenhofen, Elsaß-Lothringen. Online-Material zur Dissertation, Osnabrück 2006. In: eirenicon.com.
16. ↑  Brockhaus' Kleines Konversations-Lexikon, 5. Auflage, Leipzig 1911, S. 727.
17. ↑  Großmoyeuvre, Lothringen, in: Meyers Gazetteer, mit Eintrag aus Meyers Orts- und Verkehrslexikon, Ausgabe 1912, sowie einer historischen Landkarte der Umgebung von Großmoyeuvre.
18. ↑  Kreis Diedenhofen-West - gemeindeverzeichnis.de (U. Schubert, 2021)